# August Wilhelm Eberhard Christoph Wibel
August Wilhelm Eberhard Christoph Wibel (* 1. August 1775 in Ernsbach; † 25. Dezember 1813 in Wertheim) war ein deutscher Mediziner und Botaniker. Sein botanisches Autorenkürzel lautet „Wibel“.  

## Leben
August Wibel studierte in Jena Medizin und wurde 1797 promoviert. 
Er wirkte zunächst als Arzt in Wertheim und später als Leibarzt, Hofrat und Physikus des Bezirks Wertheim. Er starb in Wertheim an Typhus in einem russischen Lazarett.
August Wibel war seit 1801 Mitglied der Botanischen Gesellschaft zu Regensburg und ist Erstbeschreiber zahlreicher botanischer Taxa.

## Ehrungen
Johann Jakob Bernhardi benannte ihm zu Ehren die Pflanzengattung Wibelia aus der Familie der Davalliaceae.

## Schriften
- Dissertatio Inauguralis Botanica Primitiarum Florae Werthemensis Sistens Prodromum. Goepferdt, Jena 1797 Digitalisat
- Primitiae Florae Werthemensis. Goepferdt, Jena 1799 Digitalisat
- Beyträge zur Beförderung der Pflanzenkunde. Ersten Bandes erste Abtheilung. Mit 2 Kupfertafeln.  Guilhauman, Frankfurt am Main 1800 Digitalisat